# Christoph Hartwig von Linstow
Christoph Hartwig von Linstow (14. september 1740 i Belitz, Mecklenburg-Schwerin – 12. april 1823 i Hørsholm) var en dansk forstmand og overførster.
Han blev født 14. september 1740 i Mecklenburg, hvor hans fader, Heinrich Levin von Linstow, tidligere dansk kaptajn, ejede 2 godser; moderen var født Lowzow af huset Renzow. Linstow kom i sit 13. år til Holsten, blev kadet i det storfyrstelige holstenske Livdragonregiment, blev løjtnant 1758 og kom næste år til Rusland, hvor han 1760 blev fløjadjudant hos storfyrsten, den senere zar Peter 3. af Rusland. 1761 blev Linstow premiermajor og året efter generaladjudant hos marskallen over de holstenske tropper, hvorhos han blev forsat til Holsten. Her opgav han den militære løbebane, blev 1764 russisk kammerjunker og jægermester i den storfyrstelige del af Holsten med bolig i Kiel, 1773 kammerherre; da landet samme år gik over til Danmark, beholdt han sin stilling, 1777 fik han indfødsret og adelspatent og blev udnævnt til dansk kammerherre, 1780 blev han forflyttet til 2. holstenske Jægermesterdistrikt (Plön), 1782 blev han Ridder af Dannebrog. 5. april 1784 udnævntes Linstow til dansk overforstmester, som afløser for Daniel Nicolaus von Warnstedt, og fik bolig i Hørsholm.
I denne stilling, som Linstow beklædte til sin død, 12. april 1823, gennemførte han sammen med G.W. Brüel og C.A.C. Claussen store forbedringer i driften af de danske statsskove, om end hans virkefelt sandsynligvis er blevet indskrænket noget ved, at C.D.F. Reventlow, hans foresatte, selv tog sig så meget af skovbruget.
Linstow ægtede 1774 Charlotte Benedicte Eleonore von der Lühe (4. januar 1753 – Hørsholm 18. oktober 1837), datter af Hans Albrecht von der Lühe, officer i dansk tjeneste. Linstow, der 1812 var udnævnt til gehejmekonferensråd, ligger begravet i Folehave Skov ved Hørsholm. En søn, Wilhelm Bernhard von Linstow, var også forstmand. En anden søn var arkitekt i Norge Hans Ditlev Frantz von Linstow, og sønnen August von Linstow blev amtmand.